# Sotobañado y Priorato
Sotobañado y Priorato és un municipi de la província de Palència a la comunitat autònoma de Castella i Lleó (Espanya). Inclou la pedania de Sotillo de Baedo.

## Demografia
| 1991 | 1996 | 2001 | 2004 |
| ---- | ---- | ---- | ---- |
| 216  | 187  | 182  | 179  |

## Personalitats
- José Luis López Henares, senador entre 1977 i 2000